# Outcesticide
Outcesticide es el nombre de una serie de bootlegs de la banda de grunge Nirvana (hasta la fecha cinco), que incluyen canciones en vivo, inéditas y rarezas de la banda de Aberdeen.
Estos discos son de carácter no oficial y fueron lanzados por Blue Moon Records. El nombre "Outcesticide" proviene de un juego de palabras con el título del álbum Incesticide, un álbum recopilatorio que Nirvana lanzó en 1992. Algunos de los temas de los distintos Outcesticides fueron lanzados oficialmente en el box set recopilatorio oficial de 2004 With the Lights Out, en la mayoría de los casos con mucho mejor calidad de sonido, sin embargo dicho box set no reemplaza a la famosa serie de bootlegs puesto que poseen solo 19 tracks en común, un 14,3% del total del material disponible en los Outcesticides. Por otra parte, gran parte de las grabaciones que aún no han sido publicadas oficialmente han aparecido con mejor calidad de sonido en otros bootlegs o en círculos de coleccionistas a través del "tape trading".

## Outcesticide: In Memory Of Kurt Cobain
El primer Outcesticide fue lanzado en 1994, un tiempo después de la muerte de Kurt Cobain. Una versión remasterizada fue sacada a la venta en 1996, con dos canciones agregadas.

### Lista de temas
- Reciprocal Recording Studios, Seattle, WA; 23 de enero de 1988

1. "If You Must" – 3:46
2. "Downer" – 1:36
3. "Floyd the Barber" – 2:05
4. "Paper Cuts" – 3:50
5. "Spank Thru" – 3:17
6. "Beeswax" – 2:32
7. "Pen Cap Chew" – 2:47
- Reciprocal Recording Studios, Seattle, WA; entre junio y septiembre de 1988

8. "Blandest" – 3:39
- Temas grabados por Cobain en su casa; 1987 o 1988

9. "Cracker" (luego denominada "Polly") – 2:20
10. "Don't Want It All" (denominada "Misery Loves Company") – 2:20
11. "Sad" ( Luego Denominada "Sappy") – 2:22
- Evergreen State College Audio Studio, Olympia, WA; Primavera de 1989

12. "Do You Love Me?" – 3:27 originalmente por Kiss
- Music Source Studios, Seattle; septiembre de 1989

13. "Been a Son" – 2:21
- En vivo en Ámsterdam, HL; 5 de noviembre de 1989

14. "Token Eastern Song" (denominada "Junkyard") – 3:26
- En vivo en la radio KAOS (FM), Olympia; 15 de septiembre de 1990

15. "Opinion" – 1:39
- Maida Vale Studios, London, Inglaterra (sesión de John Peel); 3 de noviembre de 1990

16. "D-7" – 2:31 Originalmente por The Wipers
- Smart Studios, Madison, WI; 2 al 6 de abril de 1990

17. "Imodium" (versión temprana de "Breed") – 3:03
18. "Pay to Play" (versión temprana de "Stay Away") – 3:21
19. "Sappy" – 3:24
- NOB Radio Studio, Hilversum, HL; 25 de noviembre de 1991

20. "Here She Comes Now" – 4:40 originalmente por The Velvet Underground
21. "Where Did You Sleep Last Night" – 4:58 originalmente por Leadbelly
- Laundry Room Studios, Seattle; 7 de abril de 1992

22. "Return of the Rat" – 2:59 Originalmente por The Wipers
- En vivo en Muggia, Italia; 16 de noviembre de 1991

23. "Talk to Me" – 3:13
- Bonus tracks (Solamente en la versión remasterizada del CD). Corresponden a discursos grabados a la muerte de Cobain.

24. Krist Novoselic's eulogy – 0:52
25. Courtney Love's eulogy – 6:18

## Outcesticide II: The Needle & the Damage Done
Este segundo álbum salió en 1995. Lleva ese nombre por una canción que el músico canadiense Neil Young lanzó en 1972. Cabe destacar que la nota de suicidio de Cobain contiene una frase del tema "Hey Hey, My My" de Young, lo que generó una tendencia a utilizar frases de Young en los títulos de varios bootlegs de Nirvana.

### Lista de temas
- Smart Studios, Madison, WI; 2 al 6 de abril de 1990

1. "In Bloom" – 4:30
- En vivo en Hanau, Alemania; 18 de noviembre de 1989

2. "Imodium" (Versión temprana en vivo de "Breed") – 3:05
- En vivo en Vienna, Austria; 22 de noviembre de 1989

3. "Vendetagainst" (Denominada "Help Me, I'm Hungry") – 2:36
- En vivo en Muggia, Italia; 16 de noviembre de 1991

4. "Oh, the Guilt" – 3:12
- En vivo en Río de Janeiro, Brasil; 23 de enero de 1993

5. "Smells Like Teen Spirit" (Con Flea de Red Hot Chili Peppers en trompeta) – 4:48
- En vivo en Chicago, Illinois; 12 de octubre de 1991

6. "Pennyroyal Tea" – 4:16
- Ariola Ltda BMG, Río de Janeiro, Brasil; enero de 1993

7. "It's Closing Soon (Drunk in Rio)" (Denominada "Closing Time") – 2:38
- En vivo en Río de Janeiro, Brasil; 23 de enero de 1993

8. "Heart-Shaped Box" – 5:27
9. "Scentless Apprentice" – 9:43
- En vivo en Minneapolis, MN; 14 de octubre de 1991

10. "Been a Son" – 2:07
11. "Something in the Way" – 3:20
12. "Negative Creep" – 2:02
- En vivo en Valencia, CA; 26 de septiembre de 1992

13. "Where Did You Sleep Last Night" – 2:27 Originalmente por Leadbelly
- En vivo en Rennes, Francia; 7 de diciembre de 1991

14. "Baba O'Riley" – 3:13 Originalmente por The Who
- En vivo en Ghent, Bélgica; 23 de noviembre de 1991

15. "The End" – 2:22 Originalmente por The Doors
- Smart Studios, Madison, WI; 2 al 6 de abril de 1990

16. "Lithium" – 2:55
- En vivo en Modena, Italia; 21 de febrero de 1994

17. "Dumb" – 2:24
- En vivo en Hanau, Alemania; 18 de noviembre de 1989

18. "Molly's Lips" – 2:23 originalmente por The Vaselines
- En vivo en Hollywood, CA; 17 de agosto de 1990

19. "Verse Chorus Verse" (Versión temprana, denominada "In His Hands)" – 3:07
- En vivo en Salem, OR; 14 de diciembre de 1993

20. "The Man Who Sold the World" – 4:35 originalmente por David Bowie
- En vivo en London, Inglaterra (The Word); 8 de noviembre de 1991

21. "Smells Like Teen Spirit" – 2:58

## Outcesticide III: The Final Solution
El tercer Outcesticide fue lanzado en 1995.

### Lista de temas
- En vivo de la televisión en París, Francia; 4 de febrero de 1994

1. "Rape Me" – 2:49
2. "Pennyroyal Tea" – 3:54
3. "Drain You" – 3:47
- Upland Studios, Arlington, VA (Pocketwatch demo de Dave Grohl); 23 de diciembre de 1990

4. "Color Pictures Of A Marigold" (Denominada "Marigold") – 3:07
- En vivo en Hanau, Alemania; 18 de noviembre de 1989

5. "Dive" – 3:38
- Reciprocal Recording Studios, Seattle, WA; entre junio y septiembre de 1988

6. "Mr. Moustache" – 3:38
7. "Blandest" – 3:52 (remasterizado del primer Outcesticide)
- Music Source Studios, Seattle; septiembre de 1989

8. "Even in His Youth" – 3:14
9. "Polly" – 2:35
- En vivo de la televisión en New York, NY (MTV Studios); 10 de enero de 1992

10. "Smells Like Teen Spirit" – 4:34
- En vivo de la televisión en Italia (RAI); 23 de febrero de 1994

11. "Serve the Servants" – 3:24
12. "Dumb" – 2:37
- En vivo en el Reading Festival, Inglaterra; 30 de agosto de 1992

13. "Tourette's" (Denominada por un corto tiempo "The Eagle Has Landed") – 2:09
- En vivo en Seattle; 25 de noviembre de 1990

14. "Aneurysm" – 4:43
15. "Oh, the Guilt" – 3:15
- VPRO Studios, Hilversum, NL; 1 de noviembre de 1989

16. "Dive" – 4:06
17. "About a Girl" – 2:43
- En vivo en el Reading Festival; 30 de agosto de 1992

18. "The Money Will Roll Right In" – 2:17 Originalmente por Fang
- En vivo en Seattle; 25 de noviembre de 1990

19. "Verse Chorus Verse" (denominada "In His Hands") – 3:14
- En vivo en Ghent, Bélgica; 23 de noviembre de 1991

20. "Curmudgeon" – 2:51
- En vivo en Mezzago, Italia; 26 de noviembre de 1989

21. "High on the Hog" (Denominada "Alcohol", tocada junto a Tad con Cobain en Voces) – 2:10
- En vivo en Tacoma, WA; 23 de enero de 1988

22. "Erectum" (Denominada "Run, Rabbit, Run!)" – 4:05
- Temas grabados por Cobain en su casa; 1987 0 1988

23. "Beans" – 1:17

## Outcesticide IV: Rape of the Vaults
Este cuarto CD, fue lanzado al mercado en 1996.

### Lista de temas
1. "Pennyroyal Tea" Mezcla de Scott Litt - "Wal-Mart" versión – 3:38
- De la sesión 200 en Sub Pop - Reciprocal Recordings; entre junio y septiembre de 1988

2. "Spank Thru" - 3:21
- En vivo en The Jonathan Ross Show, Estudios del canal 4, Londres, Inglaterra; 6 de diciembre de 1991

3. "Territorial Pissings" – 2:41
En vivo en Top of the Pops, Estudios de la BBC, Londres, Inglaterra; 27 de noviembre de 1991
4. "Smells Like Teen Spirit (versión gótica)" – 3:02
- En vivo en Roma, Italia; 19 de noviembre de 1991

5. "Rape Me (Version Temprana en vivo)" – 2:48
- En vivo en Lincoln, Nebraska; 13 de mayo de 1990

6. "Pay to Play" (versión temprana en vivo de "Stay Away") – 3:44
- En vivo en Long Beach, California; 16 de febrero de 1990

7. "Scoff" - 3:58
8. "Love Buzz" - 3:10
9. "Floyd the Barber" – 2:28
- En vivo en Lincoln, Nebraska; 13 de mayo de 1990

10. "Here She Comes Now" – 3:43 Originalmente por The Velvet Underground
- En vivo en Reading Festival, Berkshire, Inglaterra; 30 de agosto de 1992

11. "D-7" – 3:50 Originalmente por The Wipers
- Tema grabado en la casa de "Dale Crover", 1991

12. "Drain You" - 3:00
- Temas grabado por Cobain en su casa; 1987 o 1988

13. "About a Girl" – 2:45
- De una sesión en Evergreen College TV Studios, Olympia, WA; 20 de marzo de 1990

14. "Lithium" - 4:21
- Grabada en Reciprocal Recordings, Seattle, WA; entre junio y septiembre de 1988

15. "Blew" – 2:58
- En vivo en Nottingham, Inglaterra; 3 de diciembre de 1991

16. "All Apologies" – 4:44
- En vivo en Rennes, Francia; 16 de febrero de 1994

17. "Radio Friendly Unit Shifter"/"My Sharona Originalmente por The Knack " – 5:18
18. "Sappy"/"– 3:32
- Temas grabados por Cobain en su casa, Olympia, Washington; 1987 o 1988

19. Demo sin nombre (luego llamada por la discográfica "Bambi Slaughter") - 1:30
20. "Clean Up Before She Comes" – 3:04
21. Instrumental sin nombre (Denominada "Black and White Blues") – 1:58
22. "Montage of Heck" – 5:50
23. "Escalator to Hell" (luego llamada por la discográfica "Montage of Heck, Part 2") – 1:28
El Demo sin nombre en los últimos años se le conocería como "Creation", Ya que Bambi Slaughter es una canción de Fecal Matter Primer grupo formado por Cobain, antes de Nirvana.

## Outcesticide V: Disintegration

### Lista de temas
El último álbum salió a fines de 1998.
- Sesiones con Cobain en coros; octubre de 1993

1. "Asking for It" (Luego denominada "Live Through This") – 4:28
- VPRO, Hilversum, Netherlands; 5 de noviembre de 1989:

2. "Love Buzz" – 3:30
- De una prueba de Sonido en vivo en Hollywood, CA; 17 de agosto de 1990 (remasterizado del segundo Outcesticide)

3. "Verse Chorus Verse" (Denominada "In His Hands") – 3:14
- En vivo en Barcelona, España; 9 de febrero de 1994

4. "Lithium" – 4:07
5. "Rape Me" – 2:27
- De una prueba de sonido en los MTV Studios, Nueva York; 10 de enero de 1992

6. "On a Plain" – 2:46
7. "Stain" – 2:23
- En vivo en los MTV Studios, Nueva York; 10 de enero de 1992

8. "School" – 2:50
9. "Molly's Lips" – 1:58 Originalmente por The Vaselines
10.  "Aneurysm"– 4:37
- De un concierto en la radio KAOS-FM en Olympia, WA; 6 de mayo de 1987

11. "Love Buzz" – 3:53
12. "Floyd the Barber" – 2:43
13. "Downer" – 2:29
14. "Mexican Seafood" – 2:54
15. "White Lace and Strange" Originalmente por Thunder and Roses – 2:39
16. "Spank Thru" – 3:26
17. "Anorexorcist" (Denominada "Suicide Samurai") – 3:32
18. "Hairspray Queen" – 4:58
19. "Pen Cap Chew" – 4:13
- En vivo en el Reading Festival, Berkshire, Inglaterra; 30 de agosto de 1992

20. "More Than a Feeling" – 0:56 Originalmente por Boston
- En vivo en Terminal 1 in München, Alemania; 1 de marzo de 1994

21. "My Best Friend's Girl" – 2:24 Originalmente por The Cars
- En vivo en Aragon Ballroom, Chicago, Illinois; 23 de octubre de 1993

22. "You Know You're Right" (Denominada "Autopilot") – 5:07

## Outcesticide VI: Raw Power
A mediados del año 2002 circuló en la Internet una lista de canciones de este disco junto con la portada y contraportada del mismo, pero nunca apareció en el mercado.

### Lista de temas
- Demo de fines de los '80s

1. "Escalator to Hell" (fragmento, llamado "Buzzcut" en la contraportada)
- Ensayos de Saturday Night Live; New York, 23 de septiembre de 1993

2. "Heart-Shaped Box" (Primera Toma)
3. "Heart-Shaped Box" (Segunda Toma)
4. "Rape Me"
- En vivo de la televisión Italiana (RAI); 23 de febrero de 1994

5. "Serve the Servants"
6. "Dumb"
- Reciprocal Studios, entre junio y septiembre de 1988. Sesiones para el sencillo "Love Buzz"

7. "Sifting"
- Music Source Studios, 1/1/91.

8. "Aneurysm"
9. "Oh, The Guilt"
10. "Radio Friendly Unit Shifter"
11. "On A Plain"
12. "All Apologies"
13. "Even In His Youth"
14. "Token Eastern Song"
- Demo-ensayo, marzo de 1991

15. "Old Age" (fragmento)
- En vivo. Milestone, Charlotte, 2 de mayo de 1990

16. "Here She Comes Now"
- Demo de fines de los '80s

17. "Gypsies, Tramps And Thieves"
- Covers de varios conciertos

18. "Heartbreaker" (Led Zeppelin)
19. "How Many More Times" (Led Zeppelin)
20. "Immigrant Song" (Led Zeppelin)
21. "Moby Dick" - fragmento (Led Zeppelin)
22. "Run Rabbit Run"(Smack)

## Outcesticides Falsos
Otras productoras de bootlegs han intentado sacar provecho de la fama de las compilaciones de Blue Moon utilizando el nombre Outcesticide en sus CD, o relanzando copias exactas de los Outcesticides a veces con diferente diseño gráfico y/o título. Algunos de estos se presentan a continuación.

### Outcesticide Vol. 1
Clon de "Outcesticide - In Memory of Kurt Cobain". Realizado por Kobra Records.

### Outcesticide Vol. 2
Clon de "Oucesticide II - The Needle And The Damage Done". Realizado por Kobra Records.

### Outcesticide Vol. 3
Clon de "The Complete Radio Sessions" de Blue Moon records. Realizado por Kobra Records.

### Outcesticide Vol. 4
Compilación de rarezas. Realizado por Kobra Records.

#### Lista de temas
1. Smells Like Teen Spirit (Top Of The Pops, Londres 1991)
2. Marigold (lado B del sencillo Heart-Shaped Box)
3. Oh, The Guilt (del sencillo split con Jesus Lizard)
4. Moist Vagina (lado B del sencillo All Apologies)
5. Do You Love Me? (del disco tributo a Kiss)
6. Curmudgeon (lado B del sencillo Lithium)
7. Very Ape (outtake de In Utero)
8. Return Of The Rat (del disco tributo a The Wipers)
9. Sappy (del compilado No Alternative)
10. I Hate Myself and Want To Die (outtake de In Utero)
11. Frances Farmer Will Have Her Revenge On Seattle (misma versión que en In Utero)
12. About A Girl (BBC 1989)
13. Breed (Smart Studios 1990)
14. Turnaround (BBC 1990. Misma versión que en Incesticide)
15. Molly's Lips (en vivo, Hollywood 15 de febrero de 1990)
16. Spank Thru (en vivo, Hollywood 15 de febrero de 1990)
17. Drain You (en vivo, Seattle 31 de octubre de 1991)
18. School (en vivo, Del Mar 28 de diciembre de 1991)
19. Smells Like Teen Spirit (en vivo, Del Mar 28 de diciembre de 1991)
20. Lithium (en vivo, Del Mar 28 de diciembre de 1991)
21. Territorial Pissings (en vivo, Del Mar 28 de diciembre de 1991)

### Outcesticide Vol. 5
Clon de "Outcesticide III - The Final Solution". Realizado por Kobra Records.

### Outcesticide Vol. 6
Compilación de rarezas. Realizado por Kobra Records.

#### Lista de temas
1. Territorial Pissings (en vivo, Jonathan Ross Show, 1991)
2. Opinion (KAOS FM, septiembre de 1990)
3. Smells Like Teen Spirit (en vivo, Saturday Night Live 1992)
4. Love Buzz (VPRO FM, 1 de noviembre de 1989)
5. Lithium (en vivo, MTV Awards 1992)
6. Server The Servants (en vivo, Seattle 13 de diciembre de 1993)
7. Jesus Doesn't Want Me For A Sunbeam (en vivo, Seattle 31 de octubre de 1991)
8. If You Must (Reciprocal Studios, 23 de enero de 1988)
9. Dive (VPRO FM, 1 de noviembre de 1989)
10. About A Girl (VPRO FM, 1 de noviembre de 1989)
11. Hairspray Queen (Reciprocal Studios, 23 de enero de 1988)
12. Mexican Seafood (Reciprocal Studios, 23 de enero de 1988)
13. Mr. Moustache (Reciprocal Studios, junio de 1988)
14. Sifting (Reciprocal Studios, junio de 1988)
15. Aero Zeppelin (Reciprocal Studios, 23 de enero de 1988)
16 Scoff (en vivo, Vienna 22 de noviembre de 1989)
17 Love Buzz (en vivo, Vienna 22 de noviembre de 1989)
18 Floyd The Barber (en vivo, Vienna 22 de noviembre de 1989)
19 Dive (en vivo, Vienna 22 de noviembre de 1989)
20 Spank Thru (en vivo, Vienna 22 de noviembre de 1989)
21 Big Cheese (en vivo, Vienna 22 de noviembre de 1989)

### Outcesticide Vol. 7
Clon de "Outcesticide IV - Rape Of The Vaults". Realizado por Kobra Records.

### Outcesticide Vol. 8
Se rumorea que esta compilación es sólo un CD-R producido por un fan, por lo cual los coleccionistas no le asocian un valor significativo.

#### Lista de temas
01. Drain You (en vivo, Seattle 31 de octubre de 1991)
02. Milk It (Pachyderm Studios 1993, misma versión que en In Utero)
03. You Know You're Right (en vivo, Chicago 23 de Ocbubre 1993)
04. In Bloom (en vivo, Hollywood 17 de agosto de 1990)
05. Floyd The Barber (en vivo, Hollywood 17 de agosto de 1990)
06. Verse Chorus Verse (prueba de sonido, Hollywood 17 de agosto de 1990)
07. It's Closing Soon (estudios Ariola Ltda BMG, Río de Janeiro, enero de 1993, Cobain/Love/Schemel)
08. Gallons Of Rubbing Alcohol Flow Through The Strip (estudios Ariola Ltda BMG, Río de Janeiro, enero de 1993)
09. Serve The Servants (Pachyderm Studios 1993, misma versión que en In Utero)
10. All Apologies (Pachyderm Studios 1993, mezcla de Steve Albini)
11. Marijuana (Pachyderm Studios 1993, lado B del sencillo All Apologies)
12. Swap Meet (en vivo, Seattle 25 de noviembre de 1990)
13. Hairspray Queen (en vivo, Seatle 28 de diciembre de 1988)
14. Where Did You Sleep Last Night (del álbum The Winding Sheet de Mark Lanegan, colaboran Cobain y Novoselic)
15. Down In The Dark (del álbum The Winding Sheet de Mark Lanegan, colabora Cobain)
16. Scoff (en vivo, Lincoln 13 de mayo de 1990)
17. Sliver (Reciprocal Studios, julio de 1990, misma versión que en Incesticide)
18. In Bloom (Smart Studios, Madison, abril de 1990)
19. Big Long Now (Reciprocal Studios, diciembre de 1988, misma versión que en Incesticide)
20. Love Buzz (Reciprocal Studios, junio de 1988, versión del sencillo)

### Outcesticide IV - It's Better To Burn Out Than To Fade Away
Compilación de rarezas variadas. No fue producido por Blue Moon pese a lo que se señala en el arte.

#### Lista de temas
1. School (en vivo, Mezzago, Italia, noviembre de 1989)
2. Heart-Shaped Box (de las sesiones de In Utero, mezcla original)
3. Lounge Act (en vivo, Roma 1994)
4. Stain (del EP "Blew", misma versión que en Incesticide)
5. Blew (en vivo, Vienna noviembre de 1989)
6. Aero Zeppelin (Reciprocal Studios, enero de 1988, misma versión que en Incesticide)
7. Something In The Way (versión eléctrica, BBC 1991)
8. Verse Chorus Verse (en vivo, Seattle 25 de noviembre de 1990)
9. Very Ape (misma versión que en In Utero)
10. Marigold (lado B del sencillo Heart-Shaped Box)
11. Habanera (en vivo, Dallas, 19 de octubre de 1991)
12. Jesus Doesn't Want Me For A Sunbeam (en vivo, Dallas, 19 de octubre de 1991)
13. Endless, Nameless (en vivo, Seattle 13 de diciembre de 1993)
14. Smells Like Teen Spirit (en vivo, Reading Festival 1992)
15. Stain (en vivo, Seattle 25 de noviembre de 1990)
16. Scoff (en vivo, Vienna, noviembre de 1989)
17. Big Cheese (en vivo, Vienna noviembre de 1989)
18. Oh, The Guilt (en vivo, Mezzago, Italia, noviembre de 1991)
19. Scentless Apprentice (en vivo, Río de Janeiro 1993)

### The Ultimate Outcesticide
Compilación de rarezas en su mayoría sacadas de los Outcesticides de Blue Moon.

#### Lista de temas
1. Come As You Are (en vivo, Roma 1994)
2. Rape Me (en vivo, TV francesa 4 de febrero de 1994)
3. Pennyroyal Tea (en vivo, TV francesa 4 de febrero de 1994)
4. Drain You (en vivo, TV francesa 4 de febrero de 1994)
5. Love Buzz (John Peel Session, BBC, 3 de noviembre de 1989)
6. About A Girl (John Peel Session, BBC, 3 de noviembre de 1989)
7. Smells Like Teen Spirit (Saturday Night Live, 11 de enero de 1992)
8. Territorial Pissings (Saturday Night Live, 11 de enero de 1992)
9. In Bloom (Smart Studios, Madison WI, abril de 1990)
10. Lithium (MTV Awards 1992)
11. Here She Comes Now (Smart Studios, Madison WI, abril de 1990)
12. Spank Thru (del compilado "Sub Pop 200". Reciprocal Studios, Seattle, junio de 1988)
13. Blandest (Reciprocal Studios, Seattle, junio de 1988)
14. (New Wave) Polly (BBC noviembre de 1991. Misma versión que en Incesticide)
15. Sappy (del compilado "No Alternative")
16. Breed (en vivo, Roma 1994)
17. Help Me (en vivo, Vienna 22 de noviembre de 1989)
18. Blew (en vivo, Chicago 12 de octubre de 1991)
19. Verse Chorus Verse (prueba de sonido en Hollywood, 17 de agosto de 1990)
20. If You Must (Reciprocal Studios, Seattle 23 de enero de 1988)

### Outcesticide V - Gone But Not Forgotten
Clon de "Outcesticide IV - Rape Of The Vaults". No fue producido por Blue Moon pese a lo que se señala en el arte.